# Giovanni Battista Castiglioni
Giovanni Battista Castiglioni (Padova, 3 gennaio 1931 – Padova, 10 maggio 2018) è stato un geografo italiano.
Figlio di Bruno Castiglioni, è stato docente all'università di Catania nel 1965 e successivamente nelle facoltà di Lettere e di Scienze Matematiche Fisiche e Naturali dell'università di Padova, dove ha insegnato sino al 2001. Geografo fisico, è ricordato per i suoi studi sulle Alpi e sul dissesto idrogeologico italiano.